# Lonchocarpus schubertiae
Lonchocarpus schubertiae är en ärtväxtart som beskrevs av Mario Sousa. Lonchocarpus schubertiae ingår i släktet Lonchocarpus och familjen ärtväxter. Inga underarter finns listade i Catalogue of Life.